# Kaitsch

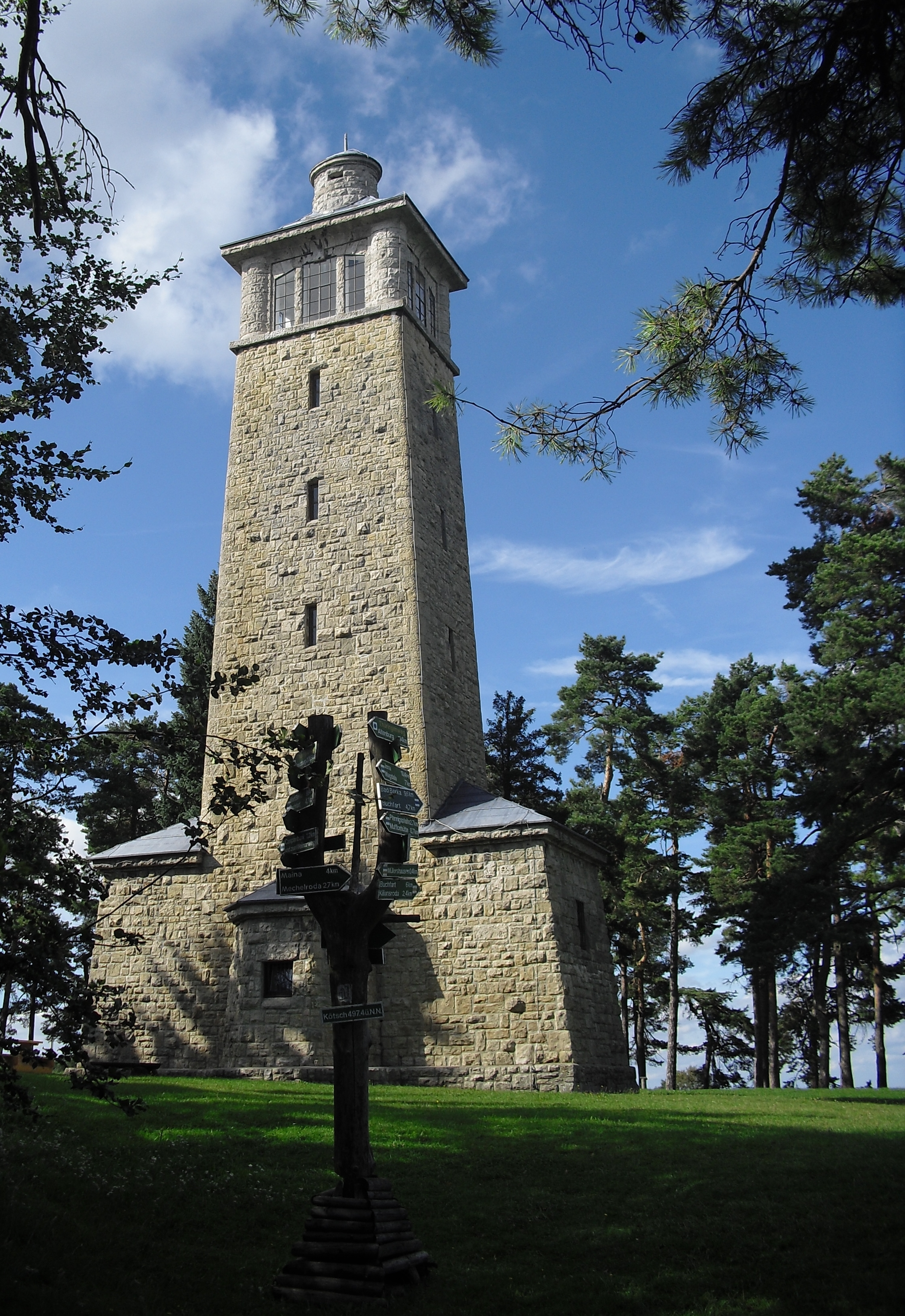
Carolinenturm auf dem Kaitsch

Der Kaitsch oder Kötsch ist ein 497,3 m ü. NHN hoher Muschelkalk-Berg des Landkreises Weimarer Land im zentralen Thüringen.
Der Kötsch ist mit 497 m Höhe die zweithöchste Erhebung im Landkreis Weimarer Land. Direkt über den Gipfel verläuft die Grenze der Gemarkungen Blankenhain und Kiliansroda. Auf einem Plateau steht der 26 m hohe Aussichtsturm Carolinenturm.

## Lage
Der Berg liegt im Norden der Ilm-Saale-Platte (im engeren Sinne), nah der nordöstlichen Nahtstelle zur Jenaer Scholle, und erhebt sich je etwa 15 km südlich von Weimar und westlich von Jena. Er befindet sich im Städtedreieck von Bad Berka, Magdala und Blankenhain. Westlich des Kaitsch liegt das Dorf Saalborn, südlich die Stadt Blankenhain, östlich Großlohma und nördlich Mechelroda.
Zu den höchsten Bergen seiner Umgebung zählend, bricht sein Massiv nach Nordwesten steil zum Tal der Ilm ab und nach Südwesten in einer Schichtstufe zum Buntsandstein des Tannrodaer Waldlandes. Nach Südosten fällt er nur allmählich ab. Steigt man auf den Carolinenturm, so erreicht man die höchste Stelle im Landkreis Weimarer Land, während die Höhe am Fuße des Turms vom Riechheimer Berg mit 513,2 m ü. NN übertroffen wird.
Der Kaitsch ist bewaldet (Kiefernmischwald).

## Name und Geschichte

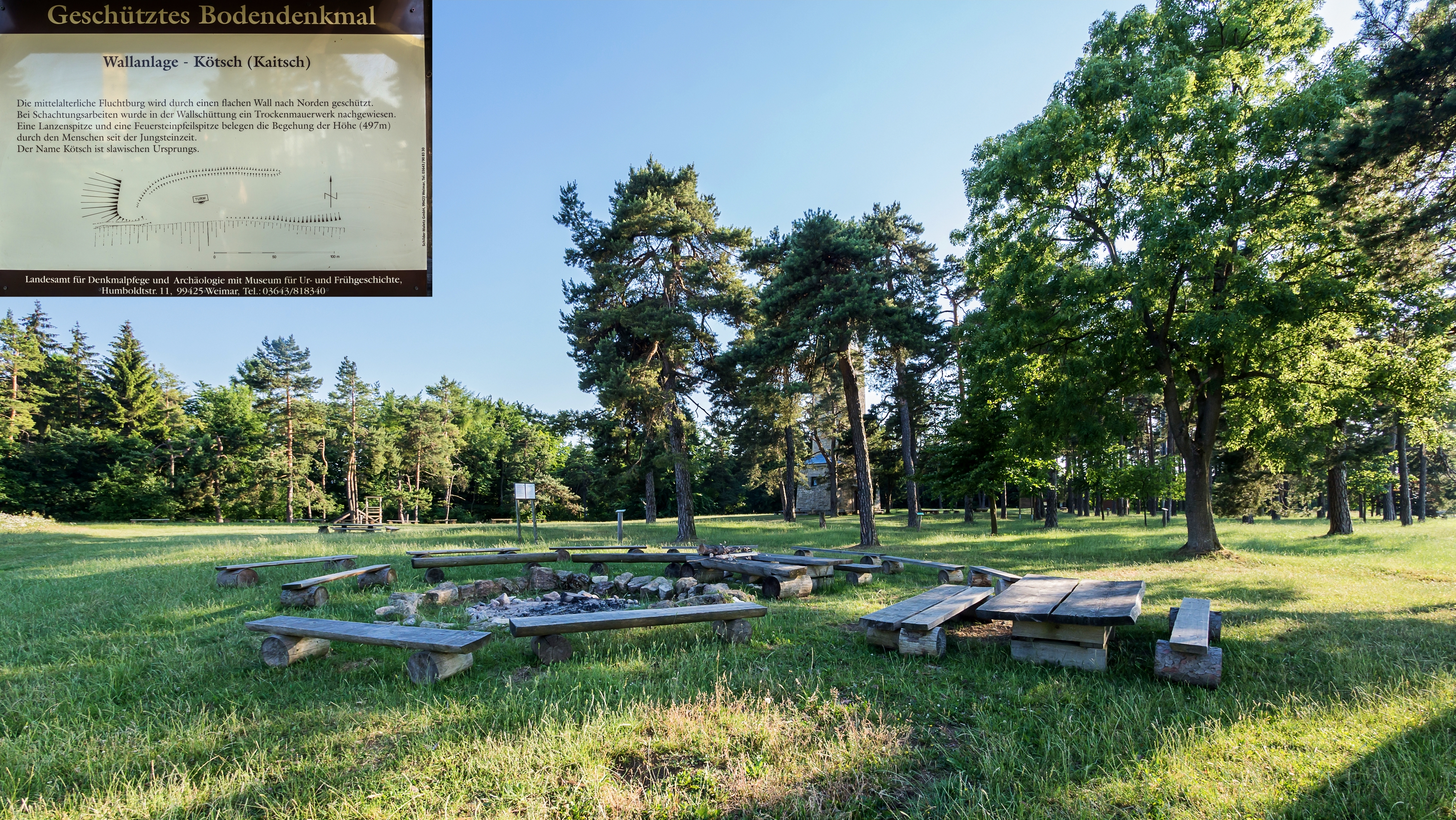
Auf dem Plateau des Kötsch

Den Namen „Kötsch“ oder „Kaitsch“ leiten Sprachkundler vom slawischen Wort „Katsch – Wald“ ab. Vor etwa tausend Jahren war die Gegend germanisch-slawisches Grenzgebiet. Die slawischen Bewohner bauten auch die Wallburg auf dem Plateau, die den umliegenden Siedlungen als Fluchtburg diente. Die Reste des ovalen Ringwalls sind heute noch erkennbar, im Südosten und Osten sogar als doppelter Wall. In der Mitte befand sich eine Opferstätte. Bei den Schachtarbeiten für das Fundament des Turmes fand man eine verrostete Streitaxt und große Tierknochen.

## Carolinenturm
Der Carolinenturm ist ein 26 m hoher Aussichtsturm, der 1909 zu Ehren der früh verstorbenen Großherzogin Caroline von Sachsen-Weimar-Eisenach (1884–1905) aus Kalksandstein errichtet wurde. Wenn man die 106 Stufen bis zur Aussichtsplattform erklommen hat, bietet sich ein guter Fernblick auf Weimar, Kiliansroda, Mechelroda, Mellingen, das Thüringer Becken, bei guten Sichtverhältnissen bis zum Kyffhäuser und Harz. Im Süden ist die Kette des Thüringer Waldes erkennbar. Er ist mit zwei benachbarten Aussichtstürmen – dem Paulinenturm und dem Hainturm – über den 26 Kilometer langen Drei-Türme-Wanderweg verbunden.
Geschichte
Der Kötsch bildete auf Grund seiner exponierten Lage einen Hauptpunkt bei der ersten Landesvermessung der thüringischen Staaten im Jahr 1851. 1888 wurde ein trigonometrischer Punkt der Gardekavalleriebrigade Potsdam für die preußische Landesvermessung gesetzt und darüber ein hölzerner Beobachtungsturm errichtet. Später wurde der Turm vom Thüringerwald-Verein zum Aussichtsturm umgebaut, musste jedoch – da baufällig – 1904 abgerissen werden.
1905 entstand ein Turmbauverein, um einen Gedächtnisturm zu Ehren der kurz zuvor verstorbenen, jungen und bei der Bevölkerung beliebten Großherzogin Caroline von Sachsen-Weimar-Eisenach zu errichten. Die Bausumme von 18.000 Mark kam bei landesweiten Sammlungen dank der Spenden von Vereinen und Bürger zusammen. Die Steine für den Bau des Turmes stammen aus dem Kalksteinbruch in Mechelroda. Grundsteinlegung war am 28. Juni 1908, festliche Einweihung am 7. November 1909.
Zur DDR-Zeit dem Verfall preisgegeben, hat die Kötschberggemeinde e.V. ab 1987 Aussichtsturm und Umgebung schrittweise saniert und neu gestaltet. Fenster und Dach wurden erneuert, das Bergplateau mit Rasenplätzen, Sitzgruppen, einem Spielplatz und einem Wissenspfad touristisch aufgewertet.